# KQML
Knowledge Query and Manipulation Language (англ. язык управления знаниями и запросов к знаниям), KQML,  — язык и протокол для обмена сообщениями между программными агентами и системами, основанными на знаниях.  Был разработан в начае 1990-х годов  в рамках проекта DARPA по разработке технологий для построения больших масштабируемых переиспользуемых баз знаний. Изначально спроектированный как интерфейс к системам, основанным на знаниях, вскоре был перенацелен на взаимодействие между агентами. 
Работой над KQML руководили Тим Финин из Университета Мэрилэнда и Джей Вебер из EITech, в работу над проектом внесли вклад многие другие исследователи.